# 沃特瓦利 (密西西比州)
沃特瓦利（英語：Water Valley）是一個位於美國密西西比州亞洛布沙縣的城市。根據2010年美國人口普查，該地共人口3,392人，而該地的面積約為18.20平方千米。該地與科菲維爾同為亞洛布沙縣的縣治。

## 地理
沃特瓦利的座標為34°09′13″N 89°37′52″W / 34.15361°N 89.63111°W，而該地的平均海拔高度為89米（即292英尺）。